# Kami (muzyk)
Kami (jap. カミ), właśc. Hiroyuki Kamimura (jap. 神村浩行 Kamimura Hiroyuki, ur. 1 lutego 1972 w prefekturze Ibaraki, zm. 21 czerwca 1999 w Kioto) – japoński perkusista, najbardziej znany z czasów, gdy należał do zespołu Visual kei, Malice Mizer.
Zmarł we śnie 21 czerwca 1999 roku z powodu krwotoku podpajęczynówkowego w wieku 27 lat.

## Biografia
Na początku nauki w szkole średniej Kami został zaproszony do zespołu kolegi. Początkowo interesował się grą na gitarze, ale po krótkim okresie ćwiczeń postanowił wrócić do gry na perkusji. W pewnym momencie jego mentorem był Sakura. Kami dołączył do początkującej grupy muzycznej o nazwie Kneuklid Romance. Występując głównie na koncertach, wkrótce zwrócił na siebie uwagę Yu~ki, basisty zespołu visual kei Malice Mizer. Z powodu odejścia poprzedniego perkusisty Malice Mizer, Gaza (który wkrótce potem dołączył do Kneuklid Romance), zespół bardzo chciał wprowadzić Kamiego do swojego stylu muzycznego. Początkowo był niechętny, ale telefon od jednego z gitarzystów Malice Mizer, Many, przekonał go. W ciągu sześciu miesięcy Kami zaczął nieoficjalnie grać dla zespołu jako perkusista wspomagający. Wkrótce potem jednak pozostali członkowie Malice Mizer zgodzili się, by Kami został pełnoprawnym członkiem grupy. Po przyjęciu Kamiego Malice Mizer wydało swój debiutancki album Memoire, na którym Kami po raz pierwszy oficjalnie znalazł się w zespole.